# Стеван Стефановић
Стеван Стефановић (Београд, 17. август 1885 — Београд, 8. октобар 1956) био је српски индустријалац.

## Биографија

### Фудбалски клуб
Један је од чланова оснивача првог фудбалског клуба „Соко” у тадашњој Краљевини Србији, основаног 1903. године, под називом Лоптачки клуб за играње тениса, крикета и фусбала. Клуб су формирали чланови Лоптачке секције Гимнастичког друштва „Соко” и група студената, која је студирала у иностранству,
на предлог Љубомира Јовановића, који је тада изабран за председника клуба.

### Фабрика конзерви
Његов отац Светозар, београдски трговац, 1907. године је постао сувласник фабрике за прераду и конзервисање хране, коју је у Станову основао Илија Лицикас 1897. године. Две године касније (1909), Лицикас му је због презадужености продао свој удео, чиме је Светозар постао и једини власник индусгријских објеката у Станову. Фабрика се од тада, па све до краја Другог светског рата бавила производњом меса и прерадом свих врста воћа и поврћа. Фабрика је носила назив: „Прва српска повлашћена фабрика за конзервирање воћа, поврћа и меса - фабрика пекмеза и буради”.
Након Првог светског рата фабричка опрема је уништена и однесена.
Важан моменат у резвоју фабрике је било оснивање фабрике бомбона 1929.
Између два светска рата (1934) Стеван, је са братом Милутином подигао нове, изузетно модерне капацитете, са опремом из Немачке, што је знатно увећало укупну производњу, фабрика је постала битан фактор индустријског развоја Крагујевца и околине. Производња конзерви износила је 93 посто њихове укупне производње 1939. године.
Непосредно пред Други светски рат фабрика Стефановић је производила више од 200 прехрамбених производа, од чега је 115 било од воћа. Фабрика је снабдевала простор читаве Краљевине Југославије, а њени производи су се извозили широм Европе.
На почетку Другог светског рата југословенска војска је из фабрике реквирирала део робе, а затим су фабрику заузеле Немачке власти, на чело фабрике је постављен фолксдојчер Иван Бургхард. Фабрика је снабдевала локално становништво, али и окупатора.
Током рата фабрика са око 400—900 запослених је под притиском немачких власти наставила са радом и из рата је изашла неоштећена. Проширени су производни капацитети, купљена је нова кланица, повећана је хладњача, изграђена централана кухиња и набављени су нова литографија машине за уљару од коштица од шљива.
Када су Немци спровели Масакр у Крагујевцу, Стеван је патриотски стао пред капију и није дао одвођење радника на стрељање.

### Послератни период
Након рата 1945. године фабрика је конфискована, пренета у властништво државе и одмах затим је наставила са радом, под новим именом „Црвена звезда“, а Стефановић је ухапшен као народни непријатељ и осуђен на смрт стрељањем.
Његова деца су тим поводом упутиле молбу за помиловање Ивану Рибару, председнику Антифашистичког већа народног ослобођења Југославије. Уз њихову, стигла су и многа друга писма солидарности крагујевачких грађана.
Смртна казна стрељањем је преиначена на 15 година робије у Пожаревцу, одакле је Стефановић изашао након пет година (1952), са обе ноге ампутиране, а годину дана касније је и дефинитивно помилован.
Окружни суд у Крагујевцу га је 2008. рехабилитовао.

## Породица
Са супругом Дариком - Дором (1900—1967), рођеном Бикар из Сомбора имао је сина Светозара (1925—2013) и ћерке Даницу (1926), Емилију (1927—2013) и Олгу.
Дора је учестовала у раду многих добротворних друштава у Крагујевцу, помажући новцем или производима из фабрике. Током Другог светског рата је основила „Хранилиште“.
Војни суд у Крагујевцу ју је након рата оптужио за сарадњу са четницима и осудио на на годину дана затвора. Казну је издржала готово у целости у логору на Метином брду. Након тога се одселила са ћеркама у Београд, где је радила као куварица у Амбасади Пољске, телефонисткиња у „Мањежу”, а пензинисала се као чистачица у библиотеци.
Породична гробница Стевана Стефановића се налази у Аркадама на Новом гробљу у Београду.

## Литераутра
- Мишић, Зоран (07. 03. 2013).  Пантић, Милош, ур. „Нераскидиво везан за завичај” (PDF). Крагујевачке недељне новине. Крагујевац: „Јавност” д.о.о. 198. ISSN 1821-1550. Архивирано из оригинала (PDF) 11. 01. 2019. г. Приступљено 10. 01. 2019.
- Јовановић, Елизабета (30. 08. 2018).  Николић, Јованка, ур. „Индустријализација Крагујевца: Од топова до аутомобила”. Глас Шумадије. Крагујевац. Приступљено 11. 01. 2019.
- Сијић, Милорад (2014).  Брбовић, Иван, ур. Фудбал у Краљевини Југославији. Александровац: Завичајни музеј жупе Александровац. ISBN 978-86-86829-06-1.